# アウターワールド
『アウターワールド』 (原題: Another World) は、1991年にフランスのゲームデザイナー、エリック・シャイ（Eric Chahi）によって開発され、同国のゲームメーカー、デルフィン・ソフトウェア（Delphine Software International）によって発売されたアクションアドベンチャーゲーム。当初はAmiga500およびAtari ST用に開発され、後に数々の機種に移植された。

## 概要
実験中に落雷事故が発生し、異世界に飛ばされた主人公レスター・ナイト・チェイキンがさまざまな危機を乗り越えて行くSFファンタジー。当時はまだ珍しかったポリゴンによる表現とSF映画の様な荒唐無稽な展開で、明瞭な言語として聞き取れる台詞は一切無く、ポリゴン描画による映像と場面によって挿入される音楽演出で全てを表現する。テキストやヒントを廃し、ステージの構成や背景演出を観察しつつ解決法を探る。自動的に進行する場面展開に合わせてタイミング良くボタンを押すことで進む演出もある。
ゲーム開始時にすぐに脱出しないと数秒でゲームオーバーになる仕掛けに放り込まれる、主人公の体力ゲージや装備したアイテムのアイコンなどのゲームメカニクスの表示が全くない、主人公が弱く銃撃戦などのアクションが難しいことなどから、難易度は非常に高い。高難易度ではあるが、ストーリーはさほど長くなく、プレイ時間は早ければ40分未満程度である。

## あらすじ
科学者のレスター・ナイト・チェイキンは、度重なる嵐の影響で延期されていた粒子加速実験を天候の悪い中強行する。延期中に確認しておいた訂正すべき場所をコンピュータに打ち直し、あとは実験の結果を待つだけだった。しかし、その最中雷が研究所を直撃。そして、レスターはそれによって引き起こされた光と爆発に巻き込まれた。直後、レスターはその場所から消え去った。
その後、フランスのある研究所から彼が記したと思われる1冊の日記が見つかった。

## 登場人物
レスター・ナイト・チェイキン
フランス出身の科学者、物理学専攻の教授。粒子加速実験の最中に事故に巻き込まれ、異世界に飛ばされる。モンスターに追われ、異世界の人間に捕らえられた後、同じ檻の中にいた友好的な異世界の人間と共に施設からの脱出を図る。
レスターと行動を共にする異世界の住人
名称不明。レスターと檻から脱出して以降も、彼の行動を所々で助ける相棒。
次作『ハート・オブ・ジ・エイリアン』によると、元々は本作の舞台となる巨大構造物の近くにあった集落のリーダーであったが、巨大構造物から送り込まれた別の種族（目とベルトが赤いので区別できる）によって集落を荒らされ、自らも網で捕獲されて檻に入れられていた。
異世界の住人達
同じ種族でありながら、装飾の無い住人を監禁していたり奴隷のような扱いをしていたりと、本世界観が独裁政権下のような印象があるも、テキスト等での説明は省かれている為に詳細は不明。主に赤いライン模様の装飾で判別できる。ヘルメットを被った兵隊タイプ、全身をフードで覆ったタイプ（デモで登場）等がおり、女性型も背景にて登場する。黒い獣のような動物が多々登場するが、続編の『ハート・オブ・ジ・エイリアン』で大人しいタイプも登場することから、本世界において家畜やペットのような一般的な存在であると推測される。その他に巨大ヒル、壁や天井に巣くう肉食植物やドラゴンのような生命体も存在する。

## 開発と発売
開発者のエリック・シャイは当時のフランスで多才なゲームクリエイターとして知られ、1983年から1989年の間にプログラマー、アニメーター、グラフィックデザイナーなどとして多数のゲーム作品に携わっていた。1989年に「Future Wars」（グラフィックデザイナーとして参加）がデルフィン・ソフトウェアから発売された後、シャイは同社の次回作での仕事を断り、フリーランスのゲームクリエイターとして本作「Another World」の開発を個人で始めた。
本作の2Dポリゴングラフィックは、座標変換済み頂点設定を使用した頂点フォーマット2Dポリゴンを、リアルタイムで演算し描写させると言う手法である。シャイはAmiga版「ドラゴンズレア」に着想を受け、2Dポリゴングラフィックを実現するゲームエンジンをアセンブリ言語で独自開発した。また、ゲームに登場するキャラクターのアクションはロトスコープの手法によって作成されているが、これもシャイ自らが演技したものを動画撮影したものである。
1991年、全体の3/4程度まで開発が進んだ頃にシャイは本作の発売元を探し始めた。当初はなかなか発売元が見つからなかったが、結局古巣であるデルフィン・ソフトウェアとパブリッシング契約を結ぶことになった。シャイはデルフィン・ソフトウェアのもとで残りの開発作業を進め、同年11月に最初のバージョンが発売された。当時のパッケージイラストは、シャイ自身が描き下ろしたものである。

## 移植版と世界展開
当初発売されたバージョンはプレイ時間が短すぎると考えられたため、PC/AT互換機への移植版以降はデルフィン・ソフトウェアによって幾つかのステージが追加されることになった。
ヨーロッパ各国およびオーストラリアでは原題の「Another World」がそのまま使用されたが、北米での発売時は当時米国で放映中だった同名のテレビ番組との混同を避けるため、発売元のInterplayによってタイトルが「Out of This World」に変更された。Interplayはまた、スーパーファミコン版・メガドライブ版などへの移植版開発も担当している。日本での発売時は「アウターワールド（Outer World）」の邦題が付けられた。なお、2011年のiOS版や2018年のNintendo Switch版などでは北米版、日本版ともに原題の「Another World」に表記が統一されている。
2006年、エリック・シャイはデルフィン・ソフトウェアから本作の版権を取り戻した後、発売15周年を記念したWindows XP向け高解像度版の「15th Anniversary Edition」を発売した。さらに2011年からは20周年を記念した「20th Anniversary Edition」が開発され、各種プラットフォーム向けに発売されている。
| タイトル                                         | 発売日                                  | 対応機種                                              | 開発元                       | 発売元                                   | メディア                               | 型式                               | 備考・出典                     |                              |
| オリジナル版・ステージ追加版                     | オリジナル版・ステージ追加版            | オリジナル版・ステージ追加版                          | オリジナル版・ステージ追加版 | オリジナル版・ステージ追加版             | オリジナル版・ステージ追加版           | オリジナル版・ステージ追加版       | オリジナル版・ステージ追加版   | オリジナル版・ステージ追加版 |
| ------------------------------------------------ | --------------------------------------- | ----------------------------------------------------- | ---------------------------- | ---------------------------------------- | -------------------------------------- | ---------------------------------- | ------------------------------ | ---------------------------- |
| Another World                                    | 1991年                                  | Amiga500 Atari ST                                     | デルフィン・ソフトウェア     | デルフィン・ソフトウェア                 | フロッピーディスク                     | -                                  | -                              |                              |
| Another World Out of This World                  | 1991年 1992年                           | PC/AT互換機                                           | デルフィン・ソフトウェア     | U.S. Gold Interplay                      | フロッピーディスク                     | -                                  | -                              |                              |
| Out of This World                                | 1992年                                  | Apple IIGS                                            | Interplay                    | Interplay                                | フロッピーディスク                     | -                                  | -                              |                              |
| Out of This World アウターワールド Another World | 1992年11月 1992年11月27日 1993年5月27日 | スーパーファミコン                                    | Interplay                    | Interplay ビクター音楽産業 Interplay     | 8メガビットロムカセット                | SNS-TW-USA SHVC-TW-JPN SNSP-TW-NOE | [ 4 ]                          |                              |
| Out of this World Another World                  | 1993年3月 1993年4月                     | メガドライブ                                          | Interplay                    | ヴァージン・ゲームス                     | ロムカセット                           | T-70106 T-70106-50                 | -                              |                              |
| Out of this World                                | 1993年                                  | Classic Mac OS                                        | MacPlay                      | MacPlay                                  | フロッピーディスク                     | -                                  | -                              |                              |
| Out of this World アウターワールド               | 1994年 1994年10月21日                   | 3DO                                                   | Interplay                    | Interplay                                | フロッピーディスク                     | -                                  | -                              |                              |
| Out of this World                                | 1995年                                  | Windows 3.x                                           | Maddox Games                 | Interplay                                | フロッピーディスク                     | -                                  | -                              |                              |
| Another World                                    | INT 2004年                              | ゲームボーイアドバンス                                | Cyril Cogordan               | -                                        | ロムカセット                           | -                                  | -                              |                              |
| Another World                                    | 2005年7月1日                            | Symbian OS                                            | Magic Productions            | Telcogames                               | ダウンロード                           | -                                  | -                              |                              |
| Another World                                    | INT 2013年12月                          | Atari Jaguar                                          | The Removers                 | RGC                                      | CD-ROM                                 | -                                  | -                              |                              |
| 15th Anniversary Edition                         |                                         |                                                       |                              |                                          |                                        |                                    |                                |                              |
| Another World                                    | INT 2006年4月14日                       | Windows XP                                            | Mana Games                   | Magic Productions                        | CD-ROM                                 | -                                  | -                              |                              |
| 20th Anniversary Edition                         |                                         |                                                       |                              |                                          |                                        |                                    |                                |                              |
| Another World                                    | INT 2011年9月22日                       | iOS                                                   | DotEmu                       | DotEmu                                   | ダウンロード                           | -                                  | -                              |                              |
| Another World                                    | INT 2012年3月                           | Android                                               | DotEmu                       | DotEmu                                   | ダウンロード                           | -                                  | -                              |                              |
| Another World                                    | INT 2013年4月4日                        | Windows 8 Mac OS X 10.7                               | DotEmu                       | Digital Lounge                           | ダウンロード                           | -                                  | [ 5 ]                          |                              |
| Out of This World Outer World                    | 2014年6月19日 2015年1月21日             | ニンテンドー3DS Wii U                                 | DotEmu                       | Digital Lounge ビヨンド･インタラクティブ | ダウンロード （ニンテンドーeショップ） | -                                  | [ 6 ] [ 7 ] [ 8 ] [ 9 ] [ 10 ] |                              |
| Out of This World Another World                  | 2014年6月24日 2014年6月25日             | PlayStation 3 PlayStation 4 PlayStation Vita Xbox One | DotEmu                       | Digital Lounge                           | ダウンロード                           | -                                  | -                              |                              |
| Another World                                    | 2018年7月9日 2018年7月12日              | Nintendo Switch                                       | DotEmu                       | Digital Lounge                           | ダウンロード（ニンテンドーeショップ）  | -                                  | [ 11 ] [ 12 ] [ 13 ]           |                              |

2004年に登場したゲームボーイアドバンス版は、もともとはAtari ST版からリバースエンジニアリングされた非公式版だったが、2005年にエリック・シャイに公認された。Atari Jaguar版はもともとInterplayによって1994年に発売が予定されていたが中止され、2012年にシャイの許可を得てリバイバルされたものである。その他には、2022年にAmiga 500のミニチュア版として発売された「The A500 Mini」に同梱された25本のソフトの中の1本として本作が含まれている。

## スタッフ
- コンセプト、プログラム、グラフィック：エリック・シャイ（英語版）
- 音楽：ジーン・フランソワ・フレータス
- 擬音 (SFX)：ジーン・フランソワ・フレータス、エリック・シャイ
- サンクス：ジーザス・マーティンズ、ダニエル・モライス、フレデリック・サヴォア、セシール・シャイ、フィリップ・ドゥラマーレ、フィリップ・ユルリッチ、セバスチャン・ベルテ

## 評価
スーパーファミコン版
- ゲーム誌『ファミコン通信』の「クロスレビュー」では、7・9・7・7の合計30点（満40点）でシルバー殿堂を獲得[39][24]、レビュアーからは「ゲームそのものはたいしたことないけど、その一部がインパクトある」、「ポリゴンでの表現がスゴイ。解法を知らないとお話にならんあたりもマニア心をくすぐります」と肯定的に評価された[39]。

- ゲーム誌『ファミリーコンピュータMagazine』の読者投票による「ゲーム通信簿」での評価は以下の通り19.60点（満30点）となっている[4]。この得点はスーパーファミコン全ソフトの中で221位（323本中、1993年時点）となっている[4]。また、同雑誌1993年8月情報号特別付録の「スーパーファミコンオールカタログ'93」では、「ポリゴンを使った画面処理が、一風変わった雰囲気をかもしだしているゲーム」と紹介し、アクションゲームではあるがクリアするための手順を探すアドベンチャーゲームの要素が強いと指摘した上で「一つのミスが死につながるという緊張感がたまらない」と称賛した[4]。

| 項目 | キャラクタ | 音楽 | 操作性 | 熱中度 | お買得度 | オリジナリティ | 総合  |
| 得点 | 2.95       | 3.25 | 3.00   | 3.35   | 3.15     | 3.90           | 19.60 |

- 国内ゲームクリエイターである小島秀夫や須田剛一も『大好きなゲーム』として本作を挙げ、上田文人は『ICO』（2001年）において本作の強い影響を受けたという[40]。

## 続編
- ハート・オブ・ジ・エイリアン（1994年）
- 本作の続編として製作・発売されている。日本国外版のメガCD専用ソフトであり、国内では発売されていない。システムは前作とほとんど同じだが、主人公はレスター教授ではなく、レスターの相棒であった異世界の住人で、回想の形で知ることができる。銃の代わりにもなる鞭を操る。